# Giving Myself
„Giving Myself” este un cântec al interpretei americane Jennifer Hudson. 
Acesta reprezintă ultima înregistrare promovată de pe albumul Jennifer Hudson și a fost lansată doar pe plan local, înregistrând clasări dezamăgitoare.